# 268-ма піхотна дивізія (Третій Рейх)
268-ма піхотна дивізія (Третій Рейх) (нім. 268. Infanterie-Division) — піхотна дивізія Вермахту за часів Другої світової війни.

## Історія
268-ма піхотна дивізія була сформована 26 серпня 1939 у Фюссені під час 4-ї хвилі мобілізації Вермахту в VII-му військовому окрузі.

## Райони бойових дій
- Німеччина (серпень 1939 — травень 1940);
- Франція (травень — серпень 1940);
- Генеральна губернія (вересень 1940 — червень 1941);
- СРСР (центральний напрямок) (червень 1941 — листопад 1943).

## Командування

### Командири
- генерал-лейтенант Еріх Штраубе (нім. Erich Straube) (26 серпня 1939 — 6 січня 1942);
- генерал-лейтенант Генріх Грайнер (нім. Heinrich Greiner) (6 січня 1942 — 2 листопада 1943).